# Senado da Ilha de Rodes
O Senado de Rhode Island (Rhode Island Senate) é a câmara alta da Assembléia Geral do Estado de Rhode Island (Rhode Island General Assembly), o corpo legislativo desse estado norte-americano. É composto por 38 senadores, eleitos para um mandato de dois anos. Rhode Island é um dos 14 estados onde os membros de sua casa superior servem a um mandato de dois anos, em vez do prazo normal de quatro anos; não há limite para o número de mandatos. O Senado, juntamente com a Câmara dos Representantes (Rhode Island House of Represenatives), se reúne no Rhode Island State Capitol em Providence.
Como outros órgãos legislativos superiores dos Estados Unidos, o Senado pode confirmar ou rejeitar a nomeações do governador para departamentos executivos, comissões, conselhos e para o Supremo Corte de Rhode Island.

## Liderança do Senado
O presidente do Senado preside o corpo legislativo, nomeia membros para todas as comissões do Senado e comissões mistas, e pode criar outras comissões e subcomissões, se desejar. Diferentemente da maioria dos outros estados, o Vice-governador de Rhode Island não preside o Senado, participando de comissões estaduais. Na ausência do presidente do Senado, o presidente pro-tempore assume a liderança.

## Composição atual
| Afiliação           | Membros | % de votos |
| ------------------- | ------- | ---------- |
| Partido Democrata   | 32      | 84,2       |
| Partido Republicano | 5       | 12,2       |
| Independente        | 1       | 2,6        |

### Senadores (as) Atuais[1]
| Distrito | Senador (a)              | Partido      | Representando                                |
| -------- | ------------------------ | ------------ | -------------------------------------------- |
| 1        | Maryeelen Goodwin        | Democrata    | Providence                                   |
| 2        | Juan Pichardo            | Democrata    | Providence                                   |
| 3        | Gayle Goldin             | Democrata    | Providence                                   |
| 4        | Dominick J. Ruggerio     | Democrata    | Providence                                   |
| 5        | Paul Jabour              | Democrata    | Providence                                   |
| 6        | Harold Metts             | Democrata    | Providence                                   |
| 7        | Frank Ciccone            | Democrata    | North Providence                             |
| 8        | James Doyle II           | Democrata    | Pawtucket                                    |
| 9        | Adam Satchell            | Democrata    | West Warwick                                 |
| 10       | Walter Félag-Redcoat     | Democrata    | Tiverton e Warren                            |
| 11       | Christopher Ottiano      | Republicano  | Bristol e Portsmouth                         |
| 12       | Louis DiPalma            | Democrata    | Little Compton e Middletown                  |
| 13       | Teresa Paiva-Weed        | Democrata    | Newport e Jamestown                          |
| 14       | Daniel Da Ponte          | Democrata    | East Providence                              |
| 15       | Donna Nesselbush         | Democrata    | Pawtucket                                    |
| 16       | Elizabeth Crowley        | Democrata    | Central Falls                                |
| 17       | Edward J. O'Neill        | Independente | Lincoln                                      |
| 18       | William Conley Jr.       | Democrata    | East Providence                              |
| 19       | Ryan W. Person           | Democrata    | Cumberland                                   |
| 20       | Roger Picard             | Democrata    | Woonsocket                                   |
| 21       | Nicholas Kettle          | Republicano  | Coventry, Foster, Scituate e West Greenwich  |
| 22       | Stephen Archambault      | Democrata    | Smithfield                                   |
| 23       | Paul Fogarty             | Democrata    | Burrillville & Glocester                     |
| 24       | Marc Fote                | Democrata    | North Smithfield                             |
| 25       | Frank Lombardo           | Democrata    | Johnston                                     |
| 26       | Frank Lombardi           | Democrata    | Cranston                                     |
| 27       | Hanna Gallo              | Democrata    | Cranston                                     |
| 28       | Joshua Miller            | Democrata    | Cranston                                     |
| 29       | Michael McCaffrey        | Democrata    | Warwick                                      |
| 30       | William Walaska          | Democrata    | Warwick                                      |
| 31       | Erin Lynch               | Democrata    | Warwick                                      |
| 32       | Cynthia Amour Coyne      | Democrata    | Barrington                                   |
| 33       | Leonidas Raptakis        | Democrata    | East Greenwich                               |
| 34       | Elaine J. Morgan         | Republicano  | Exeter, Hopkinton, Richmond e West Greenwich |
| 35       | Mark W. Gee              | Republicano  | North Kingstown e Narragansett               |
| 36       | James Sheehan            | Democrata    | Narragansett                                 |
| 37       | Virginia Susan Sosnowski | Democrata    | Block Island e South Kingstown               |
| 38       | Dennis Algiere           | Republicano  | Westerly e Charlestown                       |